# Disloyal: A Memoir
Disloyal: A Memoir: The True Story of the Former Personal Attorney to President Donald J. Trump (Traducible al español como Desleal: una memoria: la verdadera historia del ex abogado personal del presidente Donald J. Trump) es un libro estadounidense de 2020 escrito por Michael Cohen. En el libro, Cohen recuerda el tiempo que trabajó como abogado de Donald Trump de 2006 a 2018, sus condenas por delitos graves y otros asuntos personales. A lo largo del libro, Cohen menciona numerosos incidentes de actos ilegales y/o inmorales cometidos por Trump. 

## Contenido
En el libro, Cohen afirma que Trump estaba mintiendo cuando afirmó en 2011 que había enviado investigadores privados a Hawái para investigar el certificado de nacimiento de Barack Obama. También afirma que Trump hablaba en serio cuando expresó su deseo de servir más de 2 mandatos como presidente.
Según el libro, Trump ha hecho comentarios racistas en presencia de Cohen. Una vez Trump le preguntó a Cohen si podía "nombrar un país gobernado por una persona negra que no sea una mierda". En otra ocasión, Trump dijo que no esperaba que los negros y latinos votaran por él porque "eran demasiado estúpidos".
El libro también menciona que Trump una vez hizo un comentario sexualmente provocativo sobre la hija de Cohen, que tenía 15 años en ese momento. Así mismo, Cohen afirma que Trump admira al presidente ruso Vladímir Putin, por su capacidad de “apoderarse de una nación entera y dirigirla como si fuera su empresa personal”.
En el libro, Cohen describió a Trump como un tramposo, un mentiroso, un fraude, un intimidador, un racista, un depredador sexual y un estafador, así como un supremacista blanco para el que "todo el que no integrara la clase dominante de la tierra era como una hormiga".